# Calymmiano
Il Calymmiano (dal Greco Calymna, "copertura", con riferimento all'espansione della copertura della crosta terrestre) è il primo periodo dell'era Mesoproterozoica, e si estende da 1,6 a 1,4 miliardi di anni fa.
Anziché essere basate sulla stratigrafia, queste date sono definite cronologicamente.

## Morfologia
Questo periodo è caratterizzato dall'espansione della preesistente crosta terrestre, o dalle nuove piattaforme continentali formatesi sui recenti basamenti cratonizzati.
Il supercontinente Columbia si divise durante l'alto Calymmiano, circa 1.500 milioni di anni fa.

## Contenuto fossilifero
I mitocondri, organuli delle cellule eucariotiche, si originarono come organismi procarioti esterni, introdottisi nella cellula come endosimbionti, circa 1,5 miliardi di anni fa. I mitocondri si sarebbero sviluppati da proteobacteria (in particolare, Rickettsiales o affini e possibilmente da un batterio molto vicino a Rikettsia prowazekii).

## Analisi cladistica
A 1,6 miliardi di anni fa, secondo la cladistica, dovrebbe comparire il clade Podiata, contenente il clade Unikonta (che contiene a sua volta Amebe, Funghi e Animali), e altri cladi del regno Protista dotati di mobilità: si tratterebbe dunque dell'antenato comune fra Protozoi mobili, Amebe, Fungi e Animali, ovvero a quest'epoca si ritiene che risalgano i primi organismi dotati di mobilità autonoma.